# UN-Klimakonferenz in Kyoto 1997

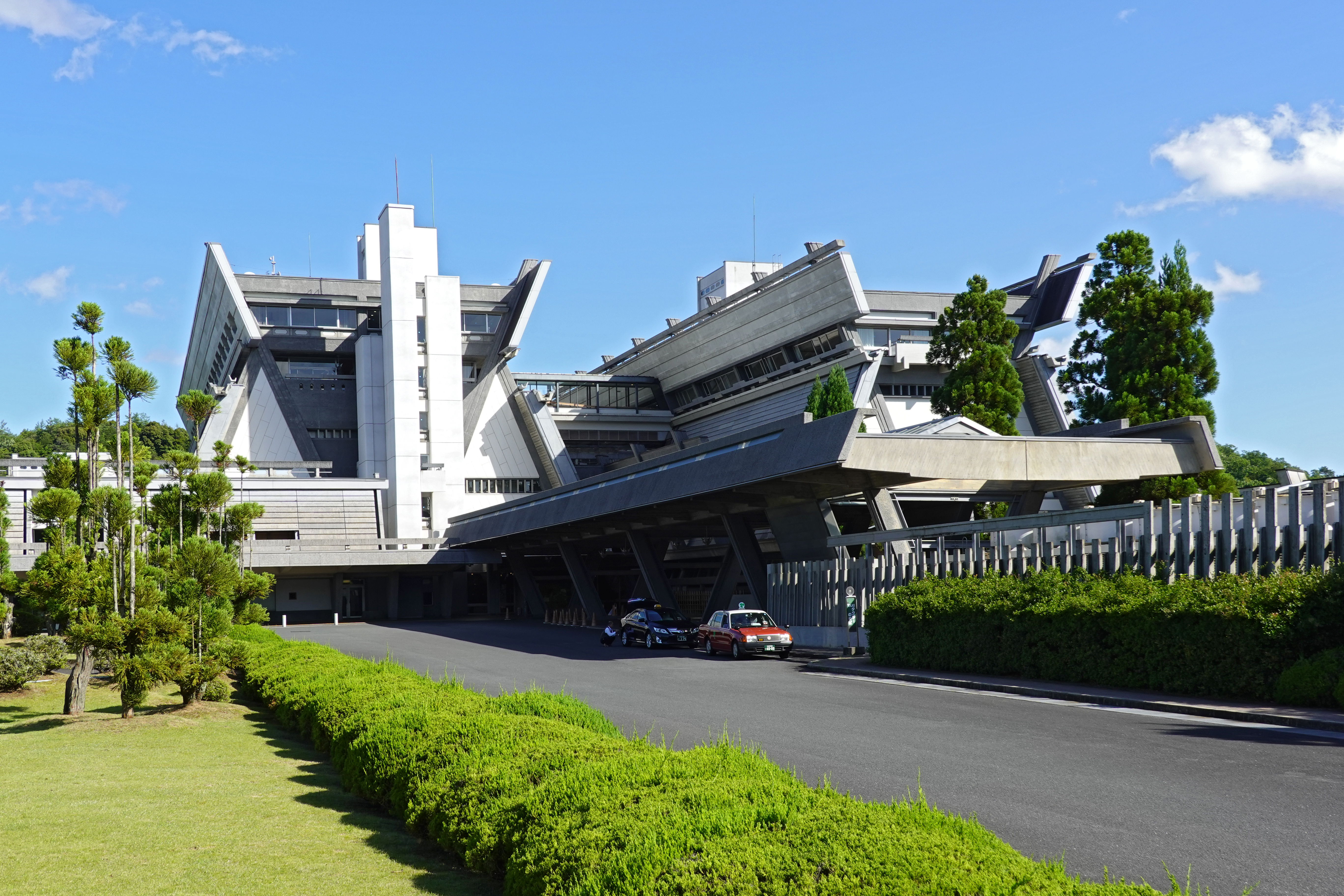
Das Kyoto International Conference Center im nordöstlichen Stadtteil Sakyō-ku beherbergte für 11 Tage die teilnehmenden Delegierten während der Arbeitssitzungen

Die UN-Klimakonferenz in Kyoto 1997 fand als dritte Weltklimakonferenz (englisch United Nations Framework Convention on Climate Change, UNCCC), kurz COP 3 (Conference of the Parties, „Vertragsstaatenkonferenz“) vom 1. bis 11. Dezember 1997 im japanischen Kyōto statt.

## Verlauf
Das in den zwei Jahren nach dem Beschluss des Berliner Mandats von der eigens eingerichteten „Ad-hoc-Gruppe zum Berliner Mandat“ (Ad hoc Group on the Berlin Mandate, AGBM) in seinen Grundzügen ausgearbeitete Kyoto-Protokoll stand auf der dritten Vertragsstaatenkonferenz zur endgültigen Verhandlung an. Die Konferenz war umfangreich: Von den 158 Vertragsstaaten der Klimarahmenkonvention und 6 Beobachterstaaten waren fast 2.300 Delegierte entsendet worden, Nichtregierungs- und sonstige internationale Organisationen hatten 3.900 Beobachtende geschickt, und über 3.700 Medienvertretende waren anwesend; die Gesamtzahl der anwesenden Personen belief sich damit auf nahezu 10.000. Im ursprünglich vorgesehenen Zeitrahmen vom 1. bis 10. Dezember des Jahres sollten die Delegierten die zahlreichen ungeklärten Fragen der künftigen Klimapolitik auflösen.
Die Konferenz war dreigeteilt: Einen Tag vor dem Beginn der COP wurde die noch nicht formell beendete achte Sitzung der AGBM vom Oktober 1997 fortgesetzt und am selben Tag weitgehend ergebnislos beendet. Während der ersten Woche der eigentlichen Kyoto-Verhandlungen sollten die Delegierten dann so viele offen gebliebene Punkte wie möglich klären, und der Rest wurde dem dreitägigen Zusammenkommen der zuständigen nationalen Fachminister zum Schluss der Verhandlungsrunde überlassen.
Die ursprünglich auf zehn Tage angesetzte Verhandlungsrunde entwickelte sich zu einer der dynamischsten und unüberschaubarsten internationalen Umweltkonferenzen, die es je gegeben hat: Neben den beinahe nebensächlichen Diskussionen bezüglich der Klimarahmenkonvention im Rahmen der eigentlichen COP 3 wurde ein „Gesamtkomitee“ gegründet (Committee of the Whole, COW), welches die Klimaschutz-Protokollverhandlungen durchführte. Den Vorsitz hatte – wie schon bei den Sitzungen des AGBM – Raúl Estrada Oyuela. Das COW gründete wiederum mehrere untergeordnete Verhandlungsrunden über institutionelle Fragen oder die Rolle und Belange der Entwicklungsländer und dazu zahlreiche informelle Gruppen, die zu Themen wie Kohlenstoffsenken oder Emissionshandel diskutierten.
Die Verhandlungen zogen sich weit über den geplanten Zeitrahmen hinaus: Erst 20 Stunden nach ihrem anvisierten Abschluss wurde die Konferenz tatsächlich für beendet erklärt. Zu diesem Zeitpunkt hatten die wichtigsten Delegierten 30 Stunden ohne Schlaf und mit nur kurzen Pausen verhandelt, nachdem sie schon in den Tagen und Nächten zuvor kaum zum Ausruhen gekommen waren. Letztlich wurde ein Konsens in den wichtigsten Fragen erzielt, der vor allem genau bezifferte Reduktionsziele für alle Industrieländer beinhaltete. Viele andere kritische Punkte konnten jedoch nicht geklärt werden, sondern wurden auf nachträglich stattzufindende Treffen verschoben.

## Beschluss
Die im Anhang B (Annex B) des Kyoto-Protokolls genannten Industriestaaten verpflichteten sich, ihre Treibhausgasemissionen in der ersten Verpflichtungsperiode, dem Zeitraum von 2008 bis 2012, um durchschnittlich 5,2 % unter das Niveau des Basisjahres zu senken. Anhang A des Protokolls nennt sechs Treibhausgase bzw. Gruppen von Treibhausgasen (CO2, CH4, HFCs, PFCs, N2O, SF6), auf welche die Verpflichtungen anzuwenden waren. Das Basisjahr war dabei in der Regel das Jahr 1990.